# Dancing Queen
Dancing Queen är en engelskspråkig sång skriven av Benny Andersson, Björn Ulvaeus och Stikkan Anderson. Den svenska popgruppen Abba spelade in sången och nådde stora framgångar med den. Den blev exempelvis gruppens enda etta på den amerikanska Billboardlistan. Låtens inledande glissando anses vara ett av pophistoriens mest igenkända intron. 1976 togs den med på gruppens fjärde album Arrival. 1992 togs sången med på samlingsalbumet Abba Gold – Greatest Hits.

## Historia

### Studioarbetet
Gruppen påbörjade arbetet med att spela in låten den 4 augusti 1975 i Glen Studio i Stocksund. Den tidigaste demoinspelningen hade arbetsnamnet Boogaloo. Under inspelningen inspirerades man av dansrytmen i George McCraes Rock Your Baby från 1974. Agnetha Fältskog och Anni-Frid Lyngstad spelade in sångstämmorna i september 1975 och efter mixning var inspelningen klar tre månader senare.
Anni-Frid Lyngstad berättade i boken ABBA - människorna och musiken 1996; "Dancing Queen är min favorit bland Abbalåtarna. Jag minns att Benny kom hem med ett band som bakgrunden var inspelad på och spelade det för mig. Jag tyckte att den var så fantastiskt vacker att jag började gråta."
Under studioarbetet klipptes ena halvan  av den då första versen bort. Den borttagna texten löd: "Baby, baby, you're out of sight/hey, you're looking all right tonight/when you come to the party/listen to the guys/they've got the look in their eyes, följt av Your're a teaser/you turn 'em on...   Gruppen besöktes av ett filmteam under inspelningen och det rörliga materialet från när Fältskog och Lyngstad sjunger versen har visats i ett flertal TV-dokumentärer om gruppen från 1990-talet och framåt.
1980 återvände gruppen till sången inför lanseringen av deras spanskspråkiga skiva Gracias Por La Música, då de spelade in sången på nytt med spansk text av Buddy och Mary McCluskey. Låten fick då tillbaka  den del av versen som klipptes bort i den engelska versionen. Titeln på inspelningen blev Reina Danzante, men när inspelningen togs med på samlingsskivan Oro – Grandes Éxitos 1993 byttes titeln till La Reina Del Baile.

### Musiker
- Benny Andersson - klaviatur
- Björn Ulvaeus, Janne Schaffer, Anders Glenmark, Michael Areklew - gitarr
- Rutger Gunnarsson - elbas
- Roger Palm - trummor
- Malando Gassama - slagverk
- Martin Bylund, Anders Dahl, Gunnar Michols, Claes Nilsson, Bertil Orsin, Lars Stegenberg, Sixten Strömvall, Harry Teike, Kryztof Zdrzalka - violin
- Åke Arvinder, Lars Brolin, Håkan Roos - viola
- Hans-Göran Eketorp, Åke Olofsson - cello
- Bertil Andersson - kontrabas